# NGC 4680
إن جي سي 4680 (بالألمانية: NGC 4680) التي يرمز لها بالرمز NGC 4680، هي مجرة، في كوكبة العذراء.

## الاكتشاف
اكتشفت في 27 مايو 1835، بواسطة جون هيرشل.

## روابط خارجية
- NGC 4680 على موقع ويكي سكاي: DSS2, SDSS, GALEX, IRAS, Hydrogen α, X-Ray, Astrophoto, Sky Map, Articles and images